# 960
| [ Edytuj tabelę ]              |                                                           |
| Książę Polski                  | - 940 Siemomysł 960 - 960 Mieszko I 992                   |
| Król Anglii                    | - 959 Edgar Spokojny 975                                  |
| Hrabia Aragonii                | - 922 Andregota Galíndez 972                              |
| Hrabia Aragonii i król Nawarry | - 926 Garcia I 970                                        |
| Hrabia Barcelony               | - 947 Borrell II 992 - 947 Miro 966                       |
| Książę Bawarii                 | - 955 Henryk II Kłótnik 976                               |
| Książę Burgundii               | - 956 Otto 965                                            |
| Cesarz Bizancjum               | - 959 Roman II 963                                        |
| Car Bułgarii                   | - 927 Piotr I 969                                         |
| Cesarz Chin                    | - 960 Song Taizu 976                                      |
| Książę Czech                   | - 935 Bolesław I Srogi 972                                |
| Król Danii                     | - 958 Harald Sinozęby 987                                 |
| Władca Egiptu                  | - 946 Abu al-Kasim Unudżur 960 - 960 Abu al-Hasan Ali 966 |
| Król Franków zachodnich        | - 954 Lotar 986                                           |
| Hrabia Holandii                | - 939 Dirk II 988                                         |
| Cesarz Japonii                 | - 946 Murakami 967                                        |
| Kalif                          | - 946 Al-Muti 974                                         |
| Hrabia Kastylii                | - 923 Ferdinand Gonzalez 970                              |
| Król Khmerów                   | - 944 Radżendrawarman II 968                              |
| Wielki książę Kijowa           | - 945 Światosław I 972                                    |
| Patriarcha Konstantynopola     | - 956 Polieuktos 970                                      |
| Władca Korei                   | - 949 Kwangjong 975                                       |
| Król Leónu                     | - 958 Ordoño IV Nikczemny 960 - 960 Sancho I Gruby 966    |
| Król Norwegii                  | - 933 Haakon Dobry 961                                    |
| Hrabia Palatynatu              | - 945 Hermann Pusillus 994                                |
| Papież                         | - 955 Jan XII 964                                         |
| Hrabia Portugalii              | - 950 Gonçalo Mendes 999                                  |
| Książę Saksonii                | - 936 Otton I Wielki 961                                  |
| Król Szkocji                   | - 954 Indulf 962                                          |
| Doża Wenecji                   | - 959 Pietro IV Candiano 976                              |
| Książę Węgier                  | - 955 Taksony 970                                         |

Rok 960 / CMLX
stulecia: IX wiek ~
X wiek ~
XI wiek

lata: 950 «
955 «
956 «
957 «
958 «
959 «
960
» 961
» 962
» 963
» 964
» 965
» 970

## Wydarzenia w Polsce
- Przybliżona data objęcia tronu państwa polskiego przez pierwszego historycznego władcę Mieszka I

## Wydarzenia na świecie
- 4 lutego – Taizu został cesarzem Chin; początek panowania dynastii Song.

## Urodzili się
- Bagrat III, król Abchazji (Gruzja) (zm. 1014)
- Konstantyn VIII, cesarz bizantyjski (zm. 1028)
- Gormflaith ingen Murchada, królowa Irlandii (zm. 1030)
- Gotard z Hildesheimu, biskup Hildesheim (zm. 1038)
- Indra Pala, król Kamarupy (Indie) (zm. 990)
- cesarzowa Li, małżonka cesarza Taizong z Dynastii Song (zm. 1004)
- Swen Widłobrody, król Danii i Anglii (zm. 1014)
- Xu You, urzędnik i sędzia Południowego Tang

### data przybliżona
- Mazu, córka chińskiego rybaka, czczona w Taoizmie jako bogini (zm. ok. 987)
- Sharaf al-Dawla, emir Kermanu i Farsu z dynastii Bujidów (zm. 988 lub 989)
- Hugon III, szlachcic francuski (zm. ok. 1015)
- Ekkehard I, szlachcic niemiecki, margrabia Miśni (zm. 1002)
- Sygurd Hlodversson, wódz wikingów (earl) (zm. 1014)
- Gerszom z Moguncji, niemiecki rabin (zm. ok. 1040)
- Bernward z Hildesheim, biskup Hildesheim (zm. 1022)
- Abu Nasr Mansur, perski matematyk (zm. ok. 1036)
- Aimoin, francuski mnich i kronikarz (zm. ok. 1010)
- Fan Kuan, chiński pejzażysta (przybliżona data) (zm. ok. 1030)
- Arnulf II Młodszy, frankijski szlachcic (ur. 960 lub 961, zm. 987)

## Zmarli
- 31 maja – Fujiwara no Morosuke, japoński mąż stanu (ur. 909)
- 15 czerwca – św. Edburga z Winchesteru, angielska księżna
- 23 czerwca – Feng Yanji, kanclerz Southern Tang (ur. 903)
- 12 sierpnia – Li Gu, kanclerz późniejszej dynastii Zhou (ur. 903)
- Adela z Vermandois, żona Arnulfa I Wielkiego, frankijska szlachcianka (ur. przed 915)
- Arnold I z Astarac, frankijski szlachcic
- Emanuel I, patriarcha Asyryjskiego Kościoła Wschodu
- Gao Baorong, król Nanping (Dziesięć Królestw) (ur. 920)
- Jerzy II, król Abchazji (Gruzja)
- Gopala II, władca imperium Pala (Indie)
- Guan Tong, chiński pejzażysta (ur. ok. 906)
- Justan I ibn Marzuban I, władca Azerbejdżanu Irańskiego
- Lhachen Dpalgyimgon, władca królestwa Maryul (Tybet)
- Murchadh mac Aodha, władca królestwa Uí Maine (Irlandia)
- Ratna Pala, król Kamarupy (Indie) (ur. 920)
- Siemomysł, książę Dynastii Piastów
- William Garés, szlachcic frankijski
- Yelü Lihu, książę imperium Kitan (ur. 911)

### Data przybliżona
- Ælfric, biskup Hereford
- Bernard Duńczyk, szlachcic Wikingów (ur. ok. 880)
- Czasław Klonimirović, książę Serbii Wyszesławiców
- Fulko II Dobry, frankijski szlachcic (zm. prawdopodobnie w 958)